# Przegląd Nauk Historycznych i Społecznych
Przegląd Nauk Historycznych i Społecznych – rocznik wydawany od 1950 (druk 1951) do 1955 (druk 1958) roku w Łodzi. Wydawcą było Łódzkie Towarzystwo Naukowe. Pismo publikowało prace historyków związanych z Instytutem Historycznym UŁ. W periodyku zamieszczane były: artykuły, studia, rozprawy, recenzje, kronika naukowa.